# Acuponcture urbaine
 (mai 2016).
 (octobre 2016).
Améliorez-le ou discutez des points à vérifier. 

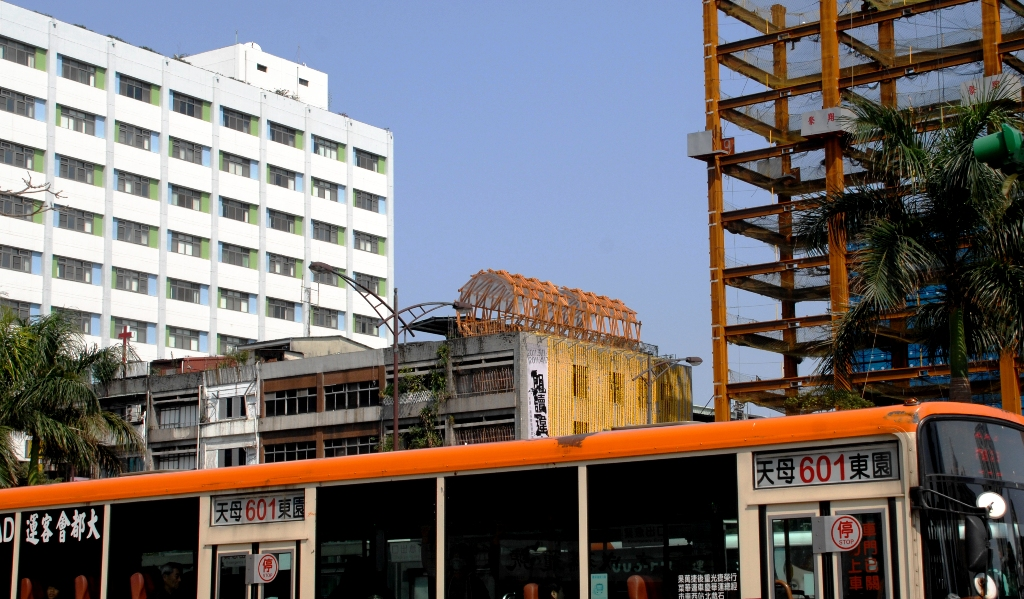
L'architecture illégale de Wang Shu sur un toit de Taipei à côté de la Ruin Academy, 2011.

L’acuponcture urbaine est une théorie urbaine environnementale qui combine urbanisme et théorie de l’acuponcture issue de la médecine chinoise  traditionnelle. Cette stratégie urbaine considère la ville comme un organisme vivant. Des projets durables sont implantés dans des zones en manque de repères. L’idée est de revitaliser l’ensemble de la ville en agissant sur des points particuliers.

## Histoire
Créé par l’architecte et sociologiste finlandais Marco Casagrande, ce courant de pensée critique les projets urbains	 de grande ampleur au profit d’une approche plus localisée à échelle humaine. Lorsque les ressources budgétaires sont  limitées, cette vision  peut offrir un renouveau urbain à bas coût aux habitants de quartiers défavorisés. Casagrande voit la ville comme un organisme où se chevauchent des flux d’énergies complexes qui déterminent tant le mouvement des citadins que la croissance de la ville. En mélangeant environnementalisme et urbanisme, Casagrande développe des méthodes de manipulation ponctuelle de ces flux énergétiques urbains afin de guider la ville vers un développement durable et écologique et atteindre l’idéal de « ville de 3e génération », de ville post industrielle. Cette théorie est développée à l’université Tamkang de Taiwan et au centre de recherche multidisciplinaire et indépendant Ruin Academy. and at independent multidisciplinary research center Ruin Academy.
Casagrande décrit l’acuponcture urbaine comme :
La manipulation architecturale de l’intellect collectif sensuel d’une ville. La ville est vue comme un organisme énergétique multidimensionnel et sensible, un environnement vivant. L’acuponcture urbaine vise à approcher cette nature et à comprendre les flux énergétiques du qi collectif caché derrière l’image de la ville pour réagir aux endroits qui en ont besoin. L’architecture réside dans la production des aiguilles d’acuponcture pour le chi urbain. Une mauvaise herbe qui pousse dans la plus petite fissure d’asphalte peut éventuellement changer la ville. L’acuponcture urbaine est la mauvaise herbe et le point d’acuponcture est la fissure. La théorie encourage la créativité et la liberté des différents  acteurs. Chacun est capable de joindre le processus de création, est libre d’utiliser à la ville à toute finalité et de développer son environnement suivant son envie. Plus largement, un site d’acuponcture urbaine peut être perçu comme un signe naturel dans une ville programmée pour l’englober. 
L’acuponcture urbaine présente quelques similitudes avec le nouveau concept urbanistique d’urbanisme tactique. L’idée est de se concentrer sur les ressources locales plus que sur les programmes urbains capitalistes intensifs et de promouvoir les interventions urbaines participatives. Ces petites interventions vont améliorer le moral des communautés  et catalyser la revitalisation des quartiers.
L’idée se résume en cette simple phrase, « l’acuponcture urbaine » signifie se concentrer sur la petite échelle, le subtil, les interventions qui utilisent et dirigent l’énergie  positivement afin de soigner la ruine urbaine et améliorer le paysage urbain. Ces interventions doivent être perçues comme une alternative aux méga-interventions urbaines qui nécessitent de lourds investissements municipaux et de longues procédures administratives. La microarchitecture, engendrée par « l’acuponcture urbaine », nécessite l’intervention de citoyens activistes. À  Mexico, l’acuponcture urbaine  consiste à transformer de l’habitat temporaire, tel que les abris des bidonvilles, en véritables maisons grâce aux possibilités d’extensions offertes. Cette stratégie transforme le bidonville sans avoir à déplacer les habitants qui vivent ensemble depuis plusieurs générations. 

Jaime Lerne, l’ancien maire de Curitiba, propose l’acuponcture urbaine comme solution aux enjeux urbains contemporains. En se concentrant sur de très petites zones dans les villes, on peut répercuter positivement les bienfaits de cette action sur de plus grandes zones. L’acuponcture urbaine nécessite que les terrains soient propriétés publiques et encourage le développement de la solidarité. Les lieux doivent être définis précisément et les interventions nécessitent d’être effectuées rapidement.
Il décrit en 2007 :
« Je crois que  la « magie » de la médecine peut et devrait être appliquée aux villes, comme beaucoup sont malades et quelques-unes en phase terminale. Comme la médecine nécessite l’interaction entre le médecin et son patient, dans la planification urbaine, il est aussi nécessaire de faire réagir la ville ; en donnant un coup de pouce à certaines zones pour aider la guérison, améliorer et créer une réaction en chaine. Il est indispensable d’initier des interventions revitalisantes pour faire fonctionner l’organisme de manière différente. »
L’architecte taïwanais et universitaire Ti-Nan Chi fait des recherches sur l’effet du micro-urbanisme sur les zones vulnérables des villes contemporaines dans le monde. Il identifie des micros zones sur lesquelles il est nécessaire d’intervenir. Il propose des micros projets qui impliquent le public  à différents niveaux. Cette manière de procéder a pour but de résoudre les conflits entre les propriétaires, les habitants et les passants.

## La restauration écologique urbaine
Dans la restauration écologique des villes industrielles, l’acuponcture urbaine peut prendre des formes spontanées et souvent illégales. Les fermes urbaines et les jardins communautaires ponctuent même les villes les plus mécaniques et les guident vers une coexistence durable avec un environnement naturel. Les zones d’acuponcture urbaine peuvent recevoir, traiter et recycler les déchets de leurs environnements urbains comme des éco-vallées dans le tissu urbain.  Au bord des fleuves, les zones d’acuponcture peuvent inclure des réservoirs d’eau de pluie souterrains  et agir comme contre les inondations comme éponge. Elles peuvent aussi agir comme des filtres biologiques en purifiant l’eau polluée des fleuves. L’acuponcture urbaine manipule pas à pas l’énergie urbaine afin de créer une ville durable, que Marco Casagrande, a surnommé « villes de 3e génération ».  

## L’acuponcture urbaine dans l’art
L’artiste américain Gordon Matta-Clark travaille à développer un système pour identifier les poches de ville en mauvais état dans l’environnement bâti, ce qui constitue la première étape de l’acuponcture urbaine. 

L’artiste Miru Kim explore les ruines industrielles et les faisant ressembler à  un organisme vivant. Elle prétend sentir non seulement la peau de la ville, mais aussi pénétrer dans les couches intérieures de la ville, dans les intestins et les veines qui fourmillent de minuscules formes de vie. Se référant au travail d’art environnemental Cicada, Casagrande explique : «Cicada est une acuponcture urbaine pour la ville de Taipei pénétrant les surfaces dures  de la parasse industrielle afin d’atteindre le sol originel et toucher la Chi collectif, la connaissance locale qui lie les gens du bassin de Taipei à la nature. Le cocon de Cicada est un médiateur accidentel entre l’homme moderne et la réalité. Il n’y a pas d’autre réalité que la nature. L’art environnemental comme acuponcture urbaine, est un moyen artistique d’injecter une dose d’éléments naturels et d’échelle humaine dans la grille mécanisée de la ville. »